# SOKO G-4 Super Galeb
SOKO G-4 Super Galeb – jugosłowiański samolot treningowo-szturmowy, zaprojektowany i zbudowany w 1978 roku w wytwórni SOKO Metalopreradivacka Industrija w Mostarze.

## Historia
W 1957 roku w biurze konstrukcyjnym jugosłowiańskiej wytwórni lotniczej SOKO Metalopreradivacka Industrija zaprojektowano dwumiejscowy samolot w układzie dolnopłata, napędzany turbinowym silnikiem odrzutowym. Samolot otrzymał nazwę Galeb ("Mewa") i miał służyć do zadań szkolno-treningowych w lotnictwie jugosłowiańskim. 
W 1959 roku rozpoczęto budowę dwóch prototypów tego samolotu. W maju 1961 roku dokonano oblotu tego samolotu, po udanych próbach w locie w 1963 roku rozpoczęto jego produkcję seryjną, oznaczając go jako SOKO G-2A Galeb. 
Samolot SOKO G-2A Galeb był samolotem służącym do szkolenia pilotów wojskowych początkujących i zaawansowanych. Napędzany był turbinowym silnikiem odrzutowym Rolls-Royce Viper 11 Mk 22-6 o ciągu 1112 daN (1133 kG). Jego uzbrojenie składało się z dwóch karabinów maszynowych kal. 12,7 mm oraz środków bojowych podwieszanych na dwóch węzłach pod skrzydłami: 2 bomb o masie 50 kg lub 100 kg każda albo 4 zasobników z 4 pociskami rakietowymi kal. 57 mm albo 2 pocisków rakietowych kal. 127 mm albo zasobników z bombami kulowymi. Początkowo od 1963 roku produkowany był wyłącznie dla lotnictwa Jugosławii, a od 1971 roku także dla lotnictwa Zambii.
W 1974 roku rozpoczęto produkcję ulepszonej wersji samolotu szkolono-treningowego oznaczonej jako SOKO G-2A-E, była ona przeznaczona na eksport, miała bardziej nowoczesne wyposażenie i od 1979 roku produkowano ją wyłącznie dla lotnictwa Libii.
W 1976 roku opracowano kolejną ulepszoną wersję samolotu szkolno-treningowego oznaczono jako SOKO G-3 Galeb, która mogła być również do bezpośredniego wsparcia wojsk na polu walki oraz do celów rozpoznawczych. Wersja ta napędzana była turbinowym silnikiem odrzutowym Rolls-Royce Viper 531 o ciągu 1332 daN (1358 kG). Wersja ta posiadała silniejsze uzbrojenie, a także wyposażenie dla ułatwienia startu z lotnisk trawiastych w 2 przyspieszacze rakietowe o ciągu 430 daN (438 kG) każdy.
W dniu 17 lipca 1978 oblatano kolejną wersję samolotu oznaczoną jako SOKO G-4 Super Galeb. Była to wersja treningowo-szturmowa. Pierwszy samolot serii przedprodukcyjnej odbył lot 17 grudnia 1980 roku, a od 1983 roku rozpoczęto jego seryjną produkcję dla lotnictwa Jugosławii. W 1991 roku sprzedano 12 samolotów tego typu do Birmy. 
Łącznie od 1961 roku do 1992 roku, do momentu wybuchu wojny w Bośni wyprodukowano 165 samolotów SOKO Galeb wszystkich wersji.

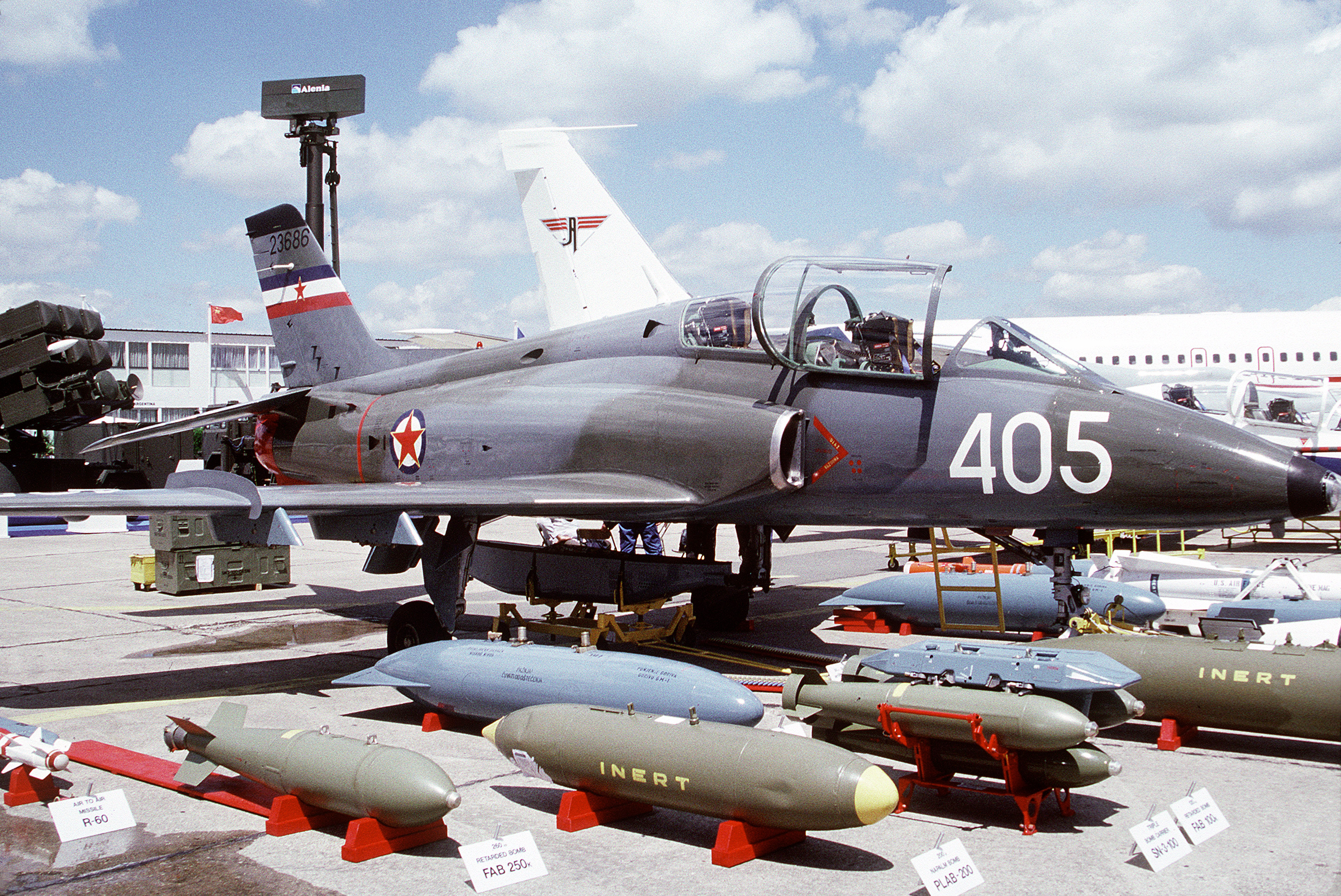
Samolot w barwach lotnictwa Jugosławii, na salonie paryskim w 1991 roku z przodu uzbrojenie stosowane w samolocie

## Użycie w lotnictwie
Samoloty SOKO G-2A Galeb rozpoczęto wprowadzać do lotnictwa jugosłowiańskiego od 1963 roku. Samolotów tych używano do szkolenia pilotów wojskowych początkujących oraz do treningów pilotów doskonalących swoje umiejętności. Stosowano je również do lotów rozpoznawczych. 
Bardziej uniwersalny samolot treningowo-szturmowy SOKO G-4 Super Galeb zaczęto dostarczać do jednostek wojskowych w 1983 roku. Samolot ten oprócz wykonywania lotów treningowych służył również do zadań szturmowych, dzięki stosunkowo silnemu i zróżnicowanemu uzbrojeniu. Szczególnie przydatny okazał się on w lotach rozpoznawczych nad terenem górskim. 
Po wybuchu wojny w Bośni od kwietnia 1992 roku zarówno lotnictwo Serbii oraz Serbów bośniackich szeroko wykorzystywało te samoloty do bombardowania pozycji Bośniackich muzułmanów oraz prowadziły systematycznie rozpoznanie tych stanowisk. Rezolucja Rady Bezpieczeństwa ONZ z 9 października 1992 roku zakazująca lotów nad Bośnią i Hercegowina samolotów wojskowych, częściowo zmniejszyła ich liczbę. Dopiero zastosowania patrolowania obszaru tych Bośni przez samoloty AWACS z lotnictwa NATO uniemożliwiło ich loty. 
Samoloty te stosowane są nadal w siłach zbrojnych Serbii i Mjanmy.

## Opis konstrukcji
Samolot SOKO G-4 Super Galeb jest dwumiejscowym samolotem treningowo-szturmowym, dolnopłatem ze skrzydłami skośnymi i płytowym usterzeniem poziomym. Kabina ciśnieniowa, z fotelami wyrzucanymi w locie, najpierw pilota, a potem instruktora lub bombardiera. Za kabiną znajduje się zbiornik paliwa a za nim silnik. Konstrukcja półskorupowa. Podwozie trójoporowe z kółkiem przednim wciąganym w locie. Napęd: 1 turbinowy silnik odrzutowy.
Uzbrojenie i dodatkowe wyposażenie (umieszczone na pięciu węzłach):
- 1 dwulufowe działko GSz-23 – umieszczone na węźle podkadłubowym
- warianty uzbrojenia i wyposażenia podwieszanego na 4 węzłach podskrzydłowych
  - 4 zasobniki z niekierowanymi pociskami rakietowymi kal. 57 mm (4 x 16)
  - bomby na 4 węzłach po 3 każda o masie 50 kg
  - bomby odłamkowe na 4 węzłach po 8 każda o masie 16 kg
  - 4 zasobniki z bombami kasetowymi po 54 sztuki w każdym
  - 2 podwieszane zbiorniki paliwa o pojemności 312 litrów oraz 2 zasobniki z aparaturą rozpoznawczą
  - 2 podwieszane zbiorniki paliwa o pojemności 312 litrów oraz 2 zasobniki z niekierowanymi pociskami rakietowymi kal. 127 mm po 4 sztuki w każdym
  - bomby 2 x 250 kg oraz 2 x 340 kg
  - bomby 2 x 340 kg oraz pociski rakietowe kal. 127 mm po 4 szt. w 2 zasobnikach
  - 4 zasobniki z pociskami rakietowymi kal. 127 mm po 4 szt. w każdym